# Dukai Takács Terézia
Horváth Dávidné Dukai Takács Terezia (Felsőpaty, 1780-as évek – 1810 után) költőnő.

## Életútja
Szülei tilalma ellenére titkon tanult meg verseket írni; a költészetre Ányos Pál költeményei serkentették. Édesanyja ugyan eltiltotta a verseléstől; ennek halála után azonban apja, azután férje is, egy nyugalmazott kapitány, szabad tért engedtek költői hajlamainak. Híres volt ama költeménye, melyben egy Vas megyei bál után versben védte az ott megjelent hölgyeket a Kivágott ruhák ellen írt gúnyirattal szemben. Első jegyese 1809-ben Győr alatt esett el; írt jegyese árnyékához egy költeményt: A mátka keserve címmel (közli Faylné). Az akkori divatot követve verses levelezést folytatott kortársnőjével és rokonával Dukai Takách Judittal, akit vigasztalt bánatában és buzdított a költészetre; anyja halálakor így ír neki: «Felejts el bánatod, dalolj mint a fülemile, míg a szived meg nem reped.»

## Munkája
- Nagym. és Főt. Perlaki Somogyi Leopold szombathelyi püspök... beiktatása... inneplésének alkalmatosságával... örömversek 1806. szt. András hava 10. Szombathely.